# Kugaaruk
Kugaaruk (ᑰᒑᕐᔪᒃ en syllabaire inuktitut, « petit ruisseau »), Kugaarruk ou Akviligjuaq, anciennement connu sous le nom de Pelly Bay, est un village situé dans le golfe de Boothia, dans le Nunavut au Canada.
Le recensement de 2006 y dénombre 688 habitants, 13,7 % de plus qu'en 2001.

## Histoire
C'est une des escales de Mike Horn lors de son périple en Arctique en 2003.

## Démographie
| 2001 | 2006 | 2011 | 2016 |
| ---- | ---- | ---- | ---- |
| 605  | 688  | 771  | 933  |